# Paralelo 79 S
O Paralelo 79S é um paralelo no 79° grau a sul do plano equatorial terrestre.

## Dimensões
Conforme o sistema geodésico WGS 84, no nível de latitude 79° S, um grau de longitude equivale a 21,31 km; a extensão total do paralelo é portanto 7.672 km, cerca de 19 % da extensão do Equador, da qual esse paralelo dista 8.773 km, distando 1.228 km do polo sul.

## Cruzamentos
O paralelo 79 S cruza terra firme da Antártica por mais de três quartos de sua extensão, sobre 4 trechos de terra, que incluem a massa continental Antártica, mais a Ilha Berkner e a Roosevelt. Passa, em menos de um quarto da extensão pelas Barreiras de gelo de Ross e de Filchner-Ronne